# Ecce Homo (Elías García Martínez)
L'Ecce Homo è una pittura murale novecentesca di Elías García Martínez, artista minore spagnolo. L'opera è ubicata nel Santuario de Misericordia di Borja, in Spagna.
Il dipinto, considerato di modesta importanza artistica, ha ottenuto fama mondiale per un maldestro restauro amatoriale compiuto nel 2012.

## Storia

### L'artista
Elías García Martínez (Requena, 1858 - Utiel, 1934) è stato un pittore e professore di arte spagnolo. García Martínez iniziò la sua carriera artistica nella città natale, studiando poi all'Accademia di Belle Arti di Valencia e a Barcellona. Dal 1894 lavorò a Saragozza presso la Provincial de Bellas Artes de Zaragoza, dove tenne corsi di pittura ornamentale e ritrattistica fino al 1929.
Martínez è considerato un artista minore dalla critica specializzata: in alcuni casi, i suoi lavori come ritrattista sono considerati appena discreti, molto tradizionali e privi di innovazione; molta della produzione artistica di Martínez consisteva in copie di opere d'arte antiche.

### Storia dell'opera
L'artista donò l'opera alla città di Borja, presso la quale era solito trascorrere le proprie vacanze, dopo averla dipinta in due ore su una delle colonne a sinistra dell'altare del Santuario de Misericordia. Il soggetto è ispirato da una pittura a olio dell'artista italiano Guido Reni, e da una incisione, molto simile, di William French. In oltre cento anni, l'opera non era mai stata sottoposta a trattamenti di restauro, e versava in uno stato di degrado avanzato, con buone parti di intonaco scrostate e colori molto spenti. 
I discendenti di García Martínez, residenti a Saragozza, erano a conoscenza delle condizioni dell'affresco e stavano iniziando a raccogliere fondi per compiere un restauro completo.

### Il restauro
Nell'agosto 2012 Cecilia Giménez, parrocchiana ottantunenne, pittrice dilettante senza esperienza né qualifica in restauro, prende di sua spontanea volontà l'iniziativa di mettere mano alla pittura, rovinando seriamente l'opera. La notizia dell'accaduto compare per la prima volta il 7 agosto, pubblicata su un blog spagnolo che riteneva l'affresco vittima di un atto di vandalismo. Il 21 dello stesso mese il quotidiano Heraldo de Aragón scoprì e rese nota l'autrice dell'intervento, e da lì la notizia passò sui maggiori quotidiani spagnoli, rendendo l'opera, e il suo controverso restauro, di fama internazionale.
I media di tutto il mondo l'hanno definito il peggiore restauro della storia. La signora si è difesa asserendo di aver preso l'iniziativa perché non voleva più vedere il dipinto così degradato, e di avere avuto il permesso del parroco; quest'ultimo ha negato di aver permesso alla donna di mettere mano all'affresco: la parrocchiana, quindi, avrebbe agito di sua libera iniziativa.
L'assessore alla cultura di Borja ha dichiarato che «se non è recuperabile, verrà coperto con una fotografia del dipinto originale». Gli eredi di García Martínez hanno espresso la propria intenzione di tentare un restauro, pur mancando certezza sulla fattibilità di riportare l'opera alle condizioni originali; tuttavia, c'è molta opposizione al ripristino dell'affresco, poiché la sua fama ha portato a un boom di turismo nel paese, e relativi introiti nelle casse comunali. In pochissimo tempo, il dipinto sfregiato è divenuto un'attrazione turistica in grado di attrarre flussi di visitatori incuriositi dal fenomeno mediatico, 57.000 dei quali hanno pagato il biglietto (del costo di 2 euro) per vedere l'affresco. È inoltre iniziato un prolifico commercio di souvenir e oggetti di merchandising sull'opera.
Cecilia Giménez ha chiesto e ottenuto i diritti d'autore sull'opera, pari al 49% dei ricavi delle visite al dipinto. La donna ha dichiarato che i proventi andranno alla ricerca per l'atrofia muscolare, malattia della quale soffre suo figlio, mentre il restante 51% sarà devoluto a una fondazione di beneficenza per l'assistenza degli anziani. Nel frattempo, la Giménez ha approfittato dell'improvvisa celebrità per mettere in vendita su eBay alcuni suoi dipinti.

### Fenomeno di internet, artistico e culturale
Ulteriori catalizzatori dell'improvvisa fama sono stati i social network: su Facebook e Twitter sono nati, in poco tempo, gruppi e pagine dedicate all'opera e alla sua "restauratrice".
In particolare, dalla pagina Twitter nacque poi il "soprannome" dell'opera sfigurata: Ecce Mono (Ecco la scimmia). Altri soprannomi con cui l'opera è stata ribattezzata sono: Ecce bombo, Potato Jesus, Monkey Jesus, Beast Jesus, Hedgehog Jesus. Un corrispondente della BBC ha scritto che assomiglia al «disegno a pastelli di una scimmia molto pelosa vestita con una tunica», il Daily Mail lo paragona a un personaggio de Il pianeta delle scimmie, per altri assomiglia ad un porcospino (hedgehog).
La vicenda dell'affresco è stata inoltre paragonata alla trama del film Mr. Bean - L'ultima catastrofe, con riferimento alla scena della distruzione, e del "restauro", del quadro di James Whistler. Altra pagina degna di nota è Cecilia Prize, concorso satirico di arte dove è stato possibile "restaurare" ed esporre la propria versione digitale di Ecce Homo per vincere il premio Cecilia. L'artista Roberto Baserga è autore di una copia possibile del capolavoro sfigurato dall'anziana parrocchiana .
Nel 2013 il drammaturgo argentino Rafael Spregelburd ha preso a pretesto il fallimentare restauro dell'Ecce Homo, per sviluppare le riflessioni sulla fine dell'arte nell'opera teatrale Furia avicola.

### Critica artistica
La critica specializzata ha interpretato l'opera come una fusione di temi sacri e secolari; un commentatore della rivista Forbes ha definito "l'inetto restauro" come «la rappresentazione incompresa, da parte di una semplice donna, del suo salvatore», mentre un columnist del Guardian ha definito la Giménez un'«artista iconoclasta che ha trasformato un'opera di nessun valore in un capolavoro». Su Change.org è stata lanciata una petizione, firmata da oltre 20.000 persone, per mantenere il dipinto nello stato attuale, definito «una riflessione sulla politica e la società del nostro tempo e una critica alle teorie creazioniste».
Il gruppo artistico spagnolo Wallpeople ha dedicato una galleria di tributi artistici all'affresco, affermando che la Giménez ha creato una icona pop.
La tendenza boom dello sfregio in chiave ironica dei dipinti famosi è stata paragonata ad un movimento artistico emergente, denominato dai media Stile Giménez.